# Ґемерска Полома
Ґемерска Полома (словац. Gemerská Poloma) — село в окрузі Рожнява Кошицького краю Словаччини, історична область Гемера. Площа села 57,63 км². Станом на 31 грудня 2016 року в селі проживало 2020 жителів. Протікає річка Сульовський потік.

## Історія
Перші згадки про село датуються 1282 роком.

## Населення
| Рік:            | 1994. | 2004.   | 2014.   | 2024.   |
| --------------- | ----- | ------- | ------- | ------- |
| Кількість осіб: | 1963  | 2023    | 2044    | 1885    |
| Різниця:        |       | +3,05 % | +1,03 % | -7,77 % |

| Рік:            | 2023. | 2024.   |
| --------------- | ----- | ------- |
| Кількість осіб: | 1894  | 1885    |
| Різниця:        |       | -0,47 % |